# Larry
Larry je domači maček, ki od leta 2011 služi kot »glavni mišar« (angleško Chief Mouser) v kabinetu Združenega kraljestva na Downing Street 10. Je rjavo-bel tabby, za katerega se domneva, da je bil skoten januarja 2007. Do julija 2016, ko je Theresa May postala premierka, je pridobil sloves »nasilnega« v svojih interakcijah z drugimi lokalnimi mišarji, zlasti z veliko mlajšim mačkom Palmerstonom z Ministrstva za zunanje zadeve.

## Zgodnje življenje
Larry je rešeni potepuški maček iz zavetišča za pse in mačke Battersea, ki ga je izbralo osebje Downing Streeta. Larry je bil mišljen kot hišni ljubljenček za otroke Davida in Samanthe Cameron, viri iz Downing Streeta pa so ga opisali kot »dobrega lovilca podgan« (ratter) in da ima »veliko lovsko zagnanost in lovski nagon«. Leta 2012 je Battersea Dogs & Cats Home razkrila, da je Larryjeva priljubljenost povzročila 15-odstotni porast posvojitev mačk.
Kmalu po tem, ko so ga sprejeli na Downing Street, se je v tisku pojavila zgodba, ki trdi, da je bil Larry izgubljen maček in da je prvotni lastnik začel kampanjo za njegovo vrnitev. Vendar se je kasneje izkazalo, da je bila zgodba potegavščina in takega lastnika ali kampanje ni bilo.

## Kariera

### Uradne dolžnosti
Spletno mesto Downing Street opisuje Larryjeve dolžnosti kot »pozdravljanje gostov v hiši, pregledovanje varnostnih ukrepov in testiranje starinskega pohištva za kakovost dremeža«. Piše, da »razmišlja o rešitvi za prisotnost mišk v hiši« in da je rešitev v »fazi taktičnega načrtovanja«.
Za razliko od njegovih predhodnikov od leta 1929 Larryjevo vzdrževanje financira osebje Downing Streeta 10. Med prireditvami za zbiranje sredstev za plačilo njegove hrane naj bi bil tudi večer s kvizom za osebje Downing Streeta, ki je potekal v državniških prostorih.

### Delo glavnega mišarja
Svoj prvi znani uboj miške je storil 22. aprila 2011. 28. avgusta 2012 je Larry prvič javno ubil miš in spustil svoj plen na trato na ulici. Oktobra 2013 je v dveh tednih ujel štiri miši, eno pa je iz Larryjevih krempljev rešil eden od zaposlenih.
Julija 2015 sta George Osborne, državni kancler, in minister za kabinet Matt Hancock v  kanclerski pisarni v rjavo papirnato vrečko za sendviče ujela miško. Mediji so se šalili, da bi Osborne lahko prevzel položaj glavnega mišarja.
David Cameron je med svojim zadnjim premierskim nastopom leta 2016 pojasnil, da je Larry državni uslužbenec in ne osebna lastnina in tako po zamenjavi premierja ne bo zapustil Downing Streeta. Larry je obdržal svoj položaj tudi v Johnsonovi administraciji.
Nekdanji podpredsednik vlade Nick Clegg je notranja varnostna vrata na Downing Streetu, ki zahtevajo stik z mikrofonom za dostop, opisal kot vse bolj »ne zaradi varnosti, ampak zato, da mačke ne bi prehajale z enega konca stavbe na drugega«. Februarja 2013 je bila po pritožbah osebja z alergijami postavljena ovira za mačke, ki je preprečila, da bi Larry in njegova soseda Freya prišla v zunanje ministrstvo. Zunanji minister William Hague je pozneje zahteval odstranitev pregrade.
Decembra 2015 je nekdanji notranji minister David Blunkett predlagal, da bi Larryja prosili, naj poveča svoje odgovornosti in svoje delo opravlja tudi v Westminstrski palači, ki so jo takrat preplavili glodavci.

## Odnosi s politiki
David Cameron je dejal, da je Larry v bližini moških »malo živčen« in špekulira, da je to morda posledica negativnih izkušenj v njegovi mladosti. Cameron je omenil, da je Barack Obama očitna izjema. Rekel je: »Zabavno je, da mu je bil Obama všeč. Obama ga je pobožal in Larryja to ni motilo.«
Septembra 2013 naj bi naraščale napetosti med Cameronom in Larryjem. Poročali so, da je Cameron nasprotoval mačji dlaki na svoji obleki, vonj mačje hrane pa je moral biti prikrit z osvežilcem zraka, ko je Downing Street imel obiskovalce. Zaradi namigov, da je hišni ljubljenček rekvizit za odnose z javnostmi, naj bi Cameronovi Larryja ne marali. Cameron je na Twitterju objavil, da sta se z Larryjem "popolnoma dobro razumela". Kljub temu so stavnice Ladbrokes postavile Camerona kot favorita (1/2), da bo prvi zapustil Downing Street, Larry pa je bil 6/4 autsajder. Daily Telegraph je trdil, da Cameron nikoli ni maral mačk, a da so zdravniki verjeli, da bi Larry lahko poskrbel, da bo videti bolj prijazen. Ob odhodu s položaja leta 2016 je Cameron povedal, da je žalosten, ker Larryja ne more vzeti s seboj. Ko je Theresa May leta 2016 postala predsednica vlade, so se pojavili pomisleki, da je Larry pod stresom in da bi lahko pogrešal družino Cameron.

Avgusta 2016 se je Sir Alistair Graham, nekdanji predsednik Odbora za standarde v javnem življenju, odzval na polemiko glede favoriziranja na Cameronovem seznamu odlikovanj ob razpustitvi parlamenta in se pošalil, da je »presenečen, da ga ni dobil maček Larry«.
Junija 2019 je bil Larry viden na okenski polici pred številko 10, ko sta Theresa May in njen mož Philip pozirala z ameriškim predsednikom Donaldom Trumpom in njegovo ženo Melanijo Trump. Pozneje se je pred dežjem skril pod Trumpovim oklepnim cadillacom in ga ni bilo mogoče izvleči, zaradi česar je Jon Sopel z BBC-ja tvitnil: »ZDRAVLJENJE: demonstranti proti Trumpu ne morejo ustaviti kolone @realDonaldTrump, @Number10cat pa to stori«.

## Odnosi z drugimi živalmi
Junija 2012 se je finančni kancler George Osborne ponovno srečal s svojo dolgo izgubljeno mačko Freyo, ki se je preselila na Downing Street 11. Poročali so, da sta Freya in Larry hitro vzpostavila prisrčne odnose, čeprav sta bila opažena tudi med prepiri. Poročali so, da je Freya bolj dominantna mačka in učinkovitejša mišarka, ker so jo potepuški dnevi »utrdili«. Novembra 2014 je Freya zapustila Downing Street.
Leta 2014 je Osborne pripeljal hišnega psa Lolo. Pomočniki so sporočili, da se je Lola dobro razumela z Larryjem in Freyo.
Aprila 2016 se je na ministrstvo za zunanje zadeve preselil nov mačji sosed Palmerston. Čeprav sta znani po tem, da se občasno razumeta, sta se mački večkrat sprli. Vodja doma je komentiral, da upa, da bosta Palmerston in Larry vzpostavila modus vivendi. Julija istega leta je Palmerston vstopil na številko 10, varnostno osebje pa ga je moralo prisilno izseliti. Septembra 2016 je lord Blencathra v lordski dom predložil vprašanje, zakaj vlada ni plačala Larryjevega veterinarskega računa za poškodbo, povzročeno v boju proti Palmerstonu, in ali bo vlada povrnila javnim uslužbencem, ki so plačali za Larryjevo oskrbo.  Baronica Chisholm iz Owlpena, tiskovna predstavnica vlade v lordih, je dejala: »Stroške je osebje krilo s prostovoljnimi donacijami osebja zaradi naklonjenosti Larryju.«
Po besedah političnega fotografa Steva Becka se je 1. avgusta 2016 Larry s Palmerstonom na stopnicah prebivališča »brutalno spopadel«. Med pretepom je Larry izgubil ovratnik, medtem ko je Palmerston utrpel več globokih prask in si močno porezal uho.
Avgusta 2016 se je izkazalo, da kabinet razmišlja tudi o imenovanju drugega glavnega mišarja. Gavin Williamson, je dejal, da se bo mačka imenovala Cromwell.
Septembra 2019 je na Downing Street prišel nov pes Dilyn (v lasti novega premierja Borisa Johnsona in njegove partnerke Carrie Symonds). Battersea Dogs &amp; Cats Home je ponudil pogajanja za dogovor z Larryjem.
Tabby je decembra 2020 zalezoval goloba pred uradno rezidenco Borisa Johnsona in ga celo uspel ujeti. Kljub navidez učinkovitemu napadu je golob po kratkem pretepu uspel odleteti očitno nepoškodovan.

## Kritike
V mesecu dni po njegovem prihodu na Downing Street so anonimni viri pisali, da ima Larry »izrazito pomanjkanje morilskega nagona«. Kasneje istega leta se je izkazalo, da je Larry več časa porabil za spanje kot lovljenje miši in da se je družil z mačjo samico Maisie. Leta 2011 so se miši na Downing Streetu tako razmnožile, da je premier David Cameron med večerjo v kabinetu vrgel vilico v eno. Larryja so leta 2012 skoraj odpustili s položaja, ko se ni odzval na miško, ki so jo opazili v Cameronovih prostorih. Zaradi pomanjkanja morilskega nagona mu je tabloidni tisk prislužil tudi vzdevek »Leni Larry«. Septembra 2012 so Larryju dodelili pomočnico Freyo.

## Nagrade in priznanja
- Larry je bil oktobra 2012 nagrajen z modro plaketo v domu za pse in mačke Battersea.[38]
- Po njem je poimenovana vrsta hrošča Caccothryptus larryi, prvič opisana leta 2021.[39]

## V popularni kulturi
- Leta 2011 je bila objavljena knjiga nekdanjega novinarja Guardiana Jamesa Robinsona: Larry Diaries: Downing Street – prvih 100 dni.[40]
- Galerijo slik za praznovanje Larryjevih prvih dveh let na položaju je izdelal The Daily Telegraph.[41]
- Leta 2012 je bil Larry viden na Google Street Viewu, kako je spal ob vratih rezidence.[42]
- Larryjevi podvigi in opažanja o življenju na številki 10 so postali tema tedenskega stripa v reviji The Sunday Express, ki jo je ustvaril risar Ted Harrison.[37]
- Larry je predmet knjige Larry at Number 10 avtorice Elizabeth Radcliffe, objavljene 7. januarja 2021.[43]